# Verwachte kortsluitstroom
Verwachte kortsluitstroom is de maximale hoeveelheid stroom die door een bepaalde installatie kan stromen onder kortsluitomstandigheden. In het Engels wordt de term prospective short-circuit current gebruikt. Het wordt bepaald door de spanning en impedantie van het voedingssysteem.
Beveiligingsinrichtingen zoals automaten en zekeringen dienen een onderbrekingscapaciteit te hebben die de verwachte kortsluitstroom overschrijdt, om de veiligheid van het circuit te waarborgen tegen een storing. Wanneer een grote elektrische stroom wordt onderbroken, vormt zich een vlamboog en als het uitschakelvermogen van een stroomonderbreker wordt overschreden, zal deze boog niet worden gedoofd. De stroom zal doorgaan, wat resulteert in schade aan de apparatuur, brand of explosie.